# 石本藤雄
石本 藤雄 （いしもと ふじお、1941年3月10日 - ）は、日本のテキスタイルデザイナー。マリメッコ社（フィンランド）のテキスタイルデザイナーとして活躍。

## 来歴・人物
- 1941年、愛媛県伊予郡砥部町に生まれる。砥部焼の窯元があった場所に育ち、家業のみかん栽培を手伝いながら、家の中でいつも何かをつくっている子どもだった[1]。
- 砥部町立砥部中学校、愛媛県立松山南高等学校卒業。
- 1960年、1年の浪人のあと、東京藝術大学美術学部工芸科グラフィックデザイン専攻に入学[2]。同じ専攻の同級生に松永真、上條喬久がいる。
- 1964年、東京藝術大学美術学部工芸科グラフィックデザイン専攻を卒業。
- 1964年、市田株式会社に入社。宣伝課で広告デザインを手がける[3]。
- 1970年、市田株式会社を退職[3]。
- 1970年、フィンランドへ渡る[2]。ヘルシンキのディッセンブレ社にてデザイナーとして在籍[3]。
- 1974年、マリメッコ社のテキスタイルプリントデザイナーとして在籍[3]。
- 1989年、フィンランドの製陶所「アラビア (フィンランド)」で陶芸作品の制作を開始[2]。
- 2006年、マリメッコ社を定年退職。３２年間に４００点もの作品を手がけた[2]。
- 2013年9月、愛媛県で初の個展を開催[4]。
- 2017年、松山市中心部にギャラリー兼茶房「MUSTAKIVI（ムスタキビ）」を開店[2]。
- 2020年4月、「MUSTAKIVI」を閉店[2]。
- 2020年秋、拠点を半世紀過ごしたフィンランドから愛媛県松山市へ移した。9月19日、ギャラリー、ショップ、オフィスの三つを兼ねる新店舗「Mustakivi Kolme（ムスタキビ・コルメ）」をオープン[2]。

## 受賞歴
- 1983年、レスコー賞(アメリカ)受賞
- 1991年、工芸工業賞(フィンランド)受賞[5]
- 1994年、カイ・フランク賞（フィンランド）受賞
- 1997年、ヘルシンキ市文化賞受賞
- 2010年、フィンランドの芸術家に贈られる最高位「フィンランド獅子勲章プロ・フィンランディア・メダル」受賞[6]
- 2011年、旭日小綬章受章[7]